# Homo Hellenicus

Homo Hellenicus, ou Hellène Anthropos en grec, est un titre décerné à des personnalités du monde académique international et de l'espace politique, contribuant par leur vie et leur œuvre à la diffusion et la propagation des valeurs de l'hellénisme, proches de celles de l'humanisme.

## Histoire
Ce titre s'inscrit dans le concept de nouveau modèle grec de l'ère moderne, dit « homo hellenicus ».
En 1793, Goethe est le dernier intellectuel à qui ce titre est décerné,. L’attribution du titre est ensuite reprise par l'Université nationale et capodistrienne d'Athènes en collaboration avec la municipalité de Delphes, dans le cadre d'événements en l'honneur de l'idée delphique.
À l'époque moderne, cette distinction est remise pour la première fois le 22 août 2007 au cours de la 3e université d'été de Delphes. La remise de l'Homo hellenicus a désormais lieu chaque année.

## Prix

### 2007
- Tassos Papadopoulos, président de la république de Chypre
- Gerasimos Arsenis, membre du parlement grec, ayant été à la tête de différents ministères dont ceux de l'Economie, de l'Éducation nationale et de la défense
- Giannis Ioannidis, entraîneur de basket-nall[Quoi ?], membre du parlement grec
- Dimitris Papaioannou, créateur, metteur en scène, chorégraphe, maître de cérémonie des jeux olympiques de 2004 à Athènes
- Juan Jose Pujana Arza, professeur, sénateur représentant le parlement basque
- Robert L. Fowler, professeur, doyen de la Faculté des arts de l'université de Bristol
- Miguel Castillo Didier, professeur à la Faculté de philosophie et humanités de l'université du Chili
- Yoshiro Takano, professeur émérite, département de physique de l'université nationale de Yokohama au Japon[4]

### 2008
- Vladimir Poutine, président le la fédération de Russie[5]

### 2009
- Nicolas Sarkozy, Président de la République française
- Jacqueline de Romilly, Française, philologue et académicienne
- Scott Bolton, directeur de l'Espace des sciences au département du Southwest research institute (SwRI), chercheur chargé de la mission Juno de la NASA[2]

### 2015
- Simone Le Baron[6], Française, auteur en grec et en français, philosophe. Elle a fondé le « néofilellinismos ». [réf. nécessaire]